# LGBT práva v Kyrgyzstánu

Duhová mapa Kyrgyzstánu

Lesby, gayové, bisexuálové a transsexuálové (LGBT) se v Kyrgyzstánu mohou setkávat s právními komplikacemi neznámými pro heterosexuální obyvatelstvo. Mužská i ženská stejnopohlavní aktivita je sice legální, ale stejnopohlavní páry a domácnosti jimi tvořené nemají rovný přístup ke stejné právní ochraně, jaké se dostává různopohlavním párům.

## Zákony týkající se stejnopohlavní sexuální aktivity
Pohlavní styk mezi osobami stejného pohlaví je v Kyrgyzstánu legální od r. 1998. V r. 2014 byl dán do legislativního procesu návrh novely trestního zákona trestající projevy, které by vytvářely u veřejnosti prostřednictvím médií, infomormačních technologií a telekomunikací pozitivní postoj k netradičním sexuálním vztahům.

## Životní podmínky
| Legální stejnopohlavní styk                                                              | (1998)                         |
| Stejný věk legální způsobilosti k pohlavnímu styku pro obě orientace                     | (1998)                         |
| Anti-diskriminační zákony v zaměstnání                                                   | No                             |
| Anti-diskriminační zákony ve službách a v obchodu                                        | No                             |
| Anti-diskriminační zákony v ostatních oblastech(nepřímá diskriminace, homofobní projevy) | No                             |
| Stejnopohlavní manželství                                                                | (Ústavní zákaz od r. 2016)     |
| Stejnopohlavní soužití                                                                   | No                             |
| Adopce dítěte stejnopohlavního partnera                                                  | No                             |
| Společná adopce                                                                          | No                             |
| Homosexuální jednotlivec může sloužit v armádě                                           | No                             |
| Možnost změny pohlaví                                                                    | (požadována chirurgická změna) |
| Možnost umělého oplodnění pro lesbické ženy                                              | No                             |
| Možnost náhradního mateřství pro gay páry                                                | No                             |